# 加藤作子
加藤 作子（かとう さくこ、1955年8月22日- ）は日本のパラ水泳選手。2000年シドニーパラリンピック日本代表。脊髄損傷の障害により下肢機能が完全にマヒしているため、腕のみで泳ぐ。EY Japan所属。

## 経歴
1955年8月22日兵庫県にて生まれる。小学生時代はスポーツが得意で、水泳大会に出場していた。
しかし11歳の時、ネフローゼ症候群が原因で入退院を繰り返すようになり、23歳

の時から車いす生活を余儀なくされた。症状が発病してから23年目で安定し、手話受講をきっかけに社会活動を開始した。36歳から水泳を本格的に再開。45歳で挑んだ2000年のシドニーパラリンピック　4×50メートル自由形リレーでは、同大会水泳競技者の中で世界最年長でありながら、世界新記録で金メダルを獲得した
。
2004年2月16日、日本身体障害者水泳連盟に対して異議を唱え、日本スポーツ仲裁機構（JSAA）に仲裁申し立てを行ったが、敗訴した

。パラ競技のクラス分けの影響などで、第一線を退いていたが、2015年に本格復帰した
。
2022年も国際舞台へのチャレンジを続け、社会貢献活動にも積極的に取り組んでいる。

## 主な成績
国際大会
- 1999年  サザンクロス障害者スポーツ選手権大会[8]
  - 50メートル、100メートル、200メートル自由形　優勝
  - 4×50メートル自由形　優勝
  - 200メートルメドレーリレー　3位

- 2000年  シドニーパラリンピック[8]
  - 4×50メートル自由形リレー　優勝

- 2002年  ニューサウスウェルズ州水泳選手権大会[8]
  - 50メートル自由形　優勝
  - 50メートル平泳ぎ　2位

- 2003年  ニューサウスウェルズ州水泳シーズン大会[8]
  - 50メートル平泳ぎ　優勝
  - 50メートル背泳ぎ　優勝

- 2020年  オーストラリアメルボルンワールドパラシリーズ[8]
  - 個人メドレー　優勝

国内大会
- 2015年  ジャパンパラリンピック水泳競技大会[8]
  - S3クラス100メートル自由形　国内新記録

- 2016年 ジャパンパラ水泳競技大会[8]
  - S3クラス50メートル自由形　国内新記録
  - S3クラス100メートル自由形　国内新記録
  - S3クラス150メートル個人メドレー　国内新記録

## 表彰
- 兵庫県身体障害者スポーツ功労賞 [9][10]
- 日本障害者スポーツ協会特別賞[9]
- 国際ソロプチミスト伊丹女性向上賞[9]
- 兵庫県スポーツ賞[9][11]
- 兵庫県優秀選手賞[9]
- 朝日スポーツ賞[9]
- 厚生大臣表彰[9]
- 兵庫県スポーツ優秀選手賞[9]